# Loeseneriella bourdillonii
Loeseneriella bourdillonii är en benvedsväxtart som först beskrevs av Gamble, och fick sitt nu gällande namn av D.C.S.Raju. Loeseneriella bourdillonii ingår i släktet Loeseneriella och familjen Celastraceae. Inga underarter finns listade.